# Arrade
Arrade é um gênero de traça pertencente à família Arctiidae.